# 1070 Tunica
1070 Tunica là một tiểu hành tinh bay quanh Mặt Trời. Ban đầu nó có tên là 1926 RB.